# 1890 en architecture
| Années de l'architecture : 1887 - 1888 - 1889 - 1890 - 1891 - 1892 - 1893    |
| Décennies de l'architecture : 1860 - 1870 - 1880 - 1890 - 1900 - 1910 - 1920 |

Cet article présente les faits marquants de l'année 1890 en architecture.

## Réalisations
- 4 mars : inauguration du pont du Forth en Écosse par le prince de Galles[1].
- 10 décembre : achèvement du New York World Building, construit par George Browne Post, le plus haut gratte-ciel au monde entre 1890 et 1894.
- En 1890 :
  - Construction de l'Eisbachbrücke (pont Eisbach) à Munich.
  - Casa de les Altures, de style néo-mudéjar à Barcelone.
- Vers 1890 :
  - Hôtel particulier Ravitch-Doumitrachko à Kiev.

## Événements
- x

## Récompenses
- Royal Gold Medal : John Gibson.
- Prix de Rome : Emmanuel Pontremoli.

## Naissances
- 9 février : Jacobus Johannes Pieter Oud († 5 avril 1963).
- 16 juin : Hans Luckhardt († 8 octobre 1954).
- 23 novembre : El Lissitzky († 30 décembre 1941).

## Décès
- 30 janvier : Louis-Jules André (° 24 juin 1819).
- Alfred B. Mullett (° 1834).